# Onno Kosters
Onno Kosters (Baarn, 24 oktober 1962) is een Nederlands dichter, vertaler en wetenschapper. 

## Biografie
Onno Kosters bezocht de Nieuwe Baarnsche School en Het Baarnsch Lyceum. Hij studeerde Engelse Taal- en Letterkunde aan de Vrije Universiteit Amsterdam. In 1999 promoveerde hij op het werk van James Joyce. Hij werkt als docent Engels aan de Universiteit Utrecht.
Zoals Kosters' bemoeienis met het werk van Joyce en ook Beckett (die hij vertaalde) al aangeeft is hij zeer geïnteresseerd in modernistische en postmoderne tendenzen in literatuur. Die komen ook in zijn poëzie naar voren. Hij schrijft vaak lange gedichten waarin meerdere verhaallijnen elkaar aflossen en betekenis geven.
Kosters laat zich als dichter nadrukkelijk gelden in het openbare leven. De door hemzelf in 2007 in het leven geroepen functie van 'Dichter des Duivendrechts' (waar hij toen woonde) was daartoe een eerste satirische aanzet. Toen hij Duivendrecht in 2011 verliet om zich in Utrecht te vestigen, manifesteerde hij zich daar direct in het Utrechts Stadsdichtersgilde. Daarnaast schoof hij regelmatig aan bij het programma Dit is de Dag om als "Dichter bij de dag" (een inmiddels opgeheven instituut) commentaar te geven op actuele gebeurtenissen. In 2013 won Kosters de hoofdprijs in de jaarlijkse Turing Gedichtenwedstrijd met het gedicht Doe-het-zelf.

### Poëzie
- 2004 - Callahan en andere gedaanten (Uitgeverij Contact)
- 2007 - De grote verdwijntruc (Uitgeverij Contact)
- 2010 - Anatomie van het slik (met Dick Groot) (Uitgeverij Weideblik)
- 2010 - Alles en niets: citybook Utrecht
- 2012 - Zwaartekracht en tegenwicht: citybook Graz
- 2014 - Vangst (Uitgeverij Atlas Contact)
- 2018 - Waarvan akte (Uitgeverij Atlas Contact)
- 2025 - Achter het glas (Uitgeverij Atlas Contact)

### Vertalingen
- 2005 - Amandla! Nelson Mandela in zijn eigen woorden
- 2006 - Watt (Samuel Beckett)
- 2013 - District en Circle (Seamus Heaney) (met Han van der Vegt)
- 2014 - Het gebroken woord (Adam Foulds) (met Han van der Vegt)
- 2018 - Het nieuwe Jeruzalem (Patti Smith)
- 2022 - De tijd is een moeder (Ocean Vuong)

### Literaire prijzen
- 2007 - Filter-vertaalprijs voor Watt van Samuel Beckett
- 2013 - Hoofdprijs Turing Gedichtenwedstrijd voor Doe-het-zelf

- Bibliothèque nationale de France: cb156042728 (data)
- Digitale Bibliotheek voor de Nederlandse Letteren: kost016
- Gemeinsame Normdatei: 173190855
- International Standard Name Identifier: 0000 0000 3785 3614
- Library of Congress Control Number: nb99084884
- Nationale Bibliotheek van Israël: 987007424598105171
- Nederlandse Thesaurus van Auteursnamen: 088061604
- Système universitaire de documentation: 059787228
- Virtual International Authority File: 24923796
- WorldCat: E39PBJfCqKjqtfrXfgVt37kRrq